# アメリ・モレスモ
アメリ・モレスモ（Amélie Mauresmo, 1979年7月5日 - ）は、フランス・サン＝ジェルマン＝アン＝レー出身の女子プロテニス選手。2006年の全豪オープンとウィンブルドンで優勝し、4大大会女子シングルス2勝を挙げた選手である。WTAツアーでシングルス25勝、ダブルス3勝を挙げた。パワーテニスの代表的な選手のひとりとして知られ、独特な片手打ちバックハンド・ストロークを最大の武器にした。

## 来歴
モレスモは4歳の時、1983年の全仏オープンでヤニック・ノアが地元選手として優勝した試合をテレビで見たことがきっかけでテニスを始めた。そのノアに見いだされてテニスの技量を伸ばし、1996年に全仏オープンとウィンブルドンのジュニア女子シングルス部門で連続優勝を飾る。地元大会の全仏オープンには、1995年にランキング700位台であったが予選の主催者推薦で出場して勝ち上がり、本大会にも出場していた。1998年から世界の舞台で頭角を現し始める。
1999年の全豪オープンで、モレスモは世界ランキング29位のノーシードから決勝戦まで勝ち進み、大会3連覇を目指したマルチナ・ヒンギス（スイス）に 2-6, 3-6 で敗れて準優勝となった。決勝戦の直前に、ヒンギスがモレスモの私生活を中傷して「半分、男よ」とコメントしたことから、モレスモがレズビアンであることが発覚してしまう。全豪準優勝後の彼女は、長い間好不調の波の大きい選手だったが、2002年頃から世界ランキングトップ10に定着した。
2004年のアテネ五輪で女子シングルスの銀メダルを獲得。決勝ではベルギー代表のジュスティーヌ・エナン＝アーデンに 3-6, 3-6 で敗れた。この後、モレスモは2004年9月13日付で、フランス人の女子テニス選手として初めての世界ランキング1位を記録した。2005年は年間最終戦の「WTAツアー選手権」決勝で同じフランスのマリー・ピエルスを 5-7, 7-6, 6-4 で破り、フランス人の女子テニス選手として初めての優勝を飾った。

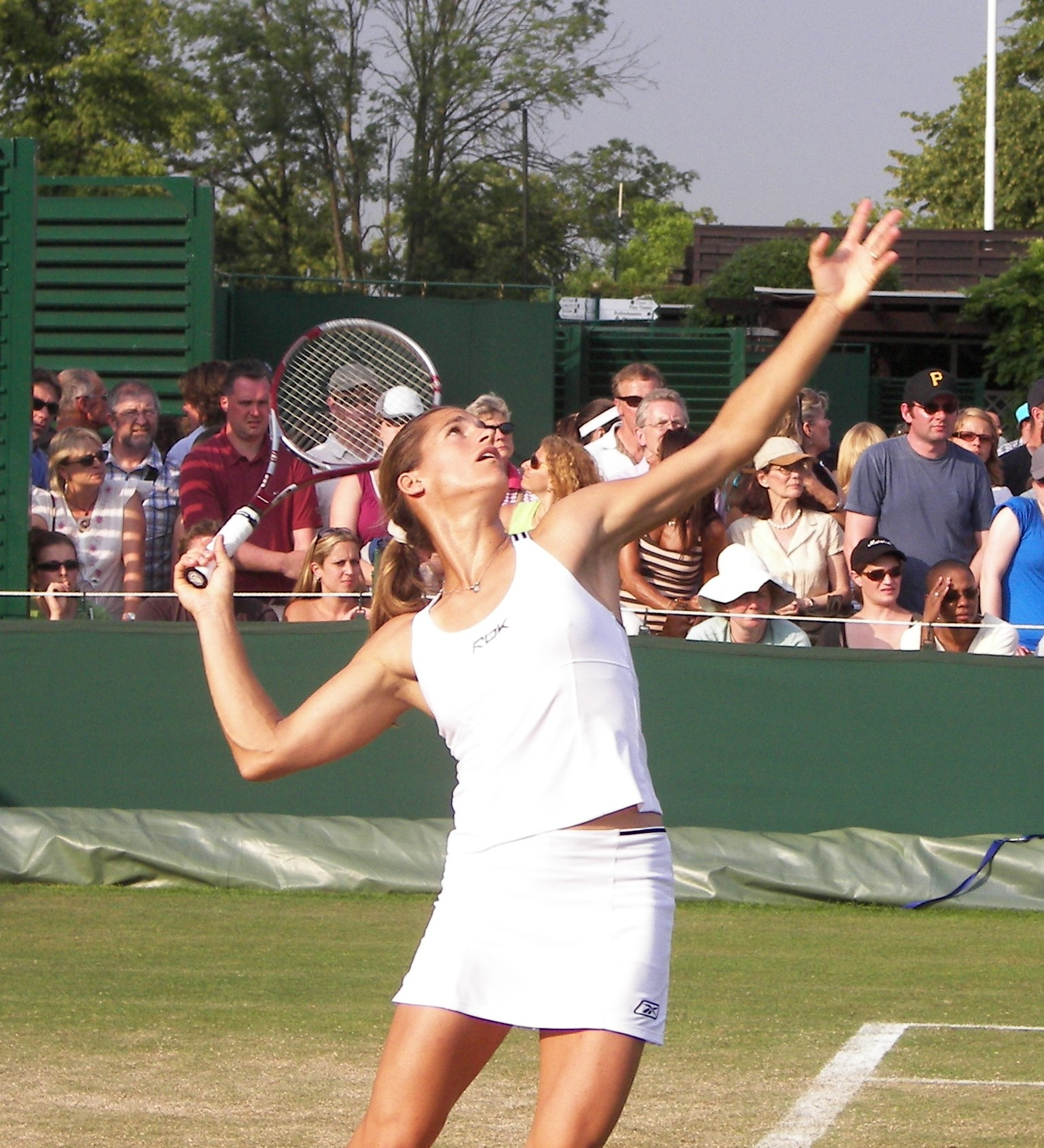
2006年ウィンブルドン選手権にて

2006年の全豪オープンで、アメリ・モレスモは第3シードとして7年ぶり2度目の決勝進出を果たす。決勝戦の途中でジュスティーヌ・エナン＝アーデンが棄権したため（スコア：モレスモの 6-1, 2-0 で棄権）、モレスモはついに宿願の4大大会初優勝を飾った。フランス人の女子テニス選手による4大大会シングルス優勝は、2000年全仏オープンを制したマリー・ピエルス以来になる。ピエルスは1995年全豪オープンの優勝者でもあり、フランス人女性の全豪オープン制覇は11年ぶりとなった。同年のウィンブルドンで再びエナン＝アーデンと決勝対決し、全仏オープン優勝者のエナンを 2-6, 6-3, 6-4 の逆転で破って初優勝。モレスモ自身にとっては4大大会の年間2冠獲得達成と同時に、フランス人の女子テニス選手として1925年のスザンヌ・ランラン（1899年 - 1938年、ウィンブルドン選手権に1920年から1925年まで6連覇を達成）以来、実に81年ぶりの優勝となった。この偉業により、モレスモは2007年にフランスのシラク大統領からレジオンドヌール勲章を授与された。
2007年から、モレスモのテニス成績は下降線をたどり始めた。同年の全豪オープン4回戦と全仏オープン3回戦でルーシー・サファロバ（チェコ）に2連敗を喫した後は、4大大会シングルスでベスト8以上に勝ち残れなくなった。最後のシングルス優勝は、2009年2月のパリ・インドア大会であった。2009年全米オープン2回戦でアレクサンドラ・ウォズニアク（カナダ）に 4-6, 0-6 で敗れた試合が、現役最後のトーナメント出場になった。3か月後の2009年12月3日、モレスモは30歳で競技生活からの引退を表明した。
モレスモはダブルスでも、2005年ウィンブルドンの女子ダブルスでスベトラーナ・クズネツォワ（ロシア）と組んだ準優勝がある。クズネツォワとは2006年6月中旬のイーストボーン大会と2009年3月末のソニー・エリクソン・オープンのダブルスで優勝した。
アメリ・モレスモは女子テニス国別対抗戦・フェドカップのフランス代表選手としても、1998年から現役引退の2009年まで代表を務め、シングルスでチーム歴代1位記録となる「30勝9敗」の成績を挙げた。彼女自身は、2003年にフランス・チームのフェド杯優勝に貢献した。
2013年からフェドカップのフランス代表監督に就任している。2014年6月から2015年まで男子のアンディ・マリーのコーチも務めた。
モレスモは2015年に国際テニス殿堂入りを果たした。2015年8月第1子の長男を出産した。

## WTAツアー決勝進出結果

### シングルス: 48回 (25勝23敗)
| 大会グレード          | 大会グレード                 |
| 2008年以前            | 2009年以後                   |
| --------------------- | ---------------------------- |
| グランドスラム (2–1)  |                              |
| オリンピック (0-1)    |                              |
| WTAファイナルズ (1–2) |                              |
| ティア I (6–5)        | プレミア・マンダトリー (0-0) |
| ティア I (6–5)        | プレミア5 (0-0)              |
| ティア II (14–12)     | プレミア (1–0)               |
| ティア III (0–2)      | インターナショナル (0–0)     |
| ティア IV ＆ V (1–0)  | インターナショナル (0–0)     |

| 結果   | No. | 決勝日         | 大会                 | サーフェス        | 対戦相手                         | スコア                    |
| ------ | --- | -------------- | -------------------- | ----------------- | -------------------------------- | ------------------------- |
| 準優勝 | 1.  | 1998年5月11日  | ベルリン             | クレー            | コンチタ・マルティネス           | 4–6, 4–6                  |
| 準優勝 | 2.  | 1999年1月30日  | 全豪オープン         | ハード            | マルチナ・ヒンギス               | 2–6, 3–6                  |
| 準優勝 | 3.  | 1999年2月22日  | パリ                 | カーペット (室内) | セリーナ・ウィリアムズ           | 2–6, 6–3, 6–7(4)          |
| 優勝   | 1.  | 1999年10月18日 | ブラチスラヴァ       | ハード (室内)     | キム・クライシュテルス           | 6–3, 6–3                  |
| 優勝   | 2.  | 2000年1月11日  | シドニー             | ハード            | リンゼイ・ダベンポート           | 7–6(2), 6–4               |
| 準優勝 | 4.  | 2000年5月1日   | ボル                 | クレー            | ティナ・ピズニック               | 6–7(4), 6–7(2)            |
| 準優勝 | 5.  | 2000年5月15日  | ローマ               | クレー            | モニカ・セレシュ                 | 2–6, 6–7(4)               |
| 優勝   | 3.  | 2001年2月5日   | パリ                 | カーペット (室内) | アンケ・フーバー                 | 7–6(2), 6–1               |
| 優勝   | 4.  | 2001年2月18日  | ニース               | カーペット (室内) | マグダレナ・マレーバ             | 6–2, 6–0                  |
| 優勝   | 5.  | 2001年4月9日   | アメリアアイランド   | クレー            | アマンダ・クッツァー             | 6–4, 7–5                  |
| 優勝   | 6.  | 2001年5月7日   | ベルリン             | クレー            | ジェニファー・カプリアティ       | 6–4, 2–6, 6–3             |
| 準優勝 | 6.  | 2001年5月14日  | ローマ               | クレー            | エレナ・ドキッチ                 | 6–7(3), 1–6               |
| 優勝   | 7.  | 2002年2月18日  | ドバイ               | ハード            | サンドリーヌ・テスチュ           | 6–4, 7–6(3)               |
| 優勝   | 8.  | 2002年8月12日  | モントリオール       | ハード            | ジェニファー・カプリアティ       | 6–4, 6–1                  |
| 準優勝 | 7.  | 2003年2月3日   | パリ                 | カーペット (室内) | セリーナ・ウィリアムズ           | 3–6, 2–6                  |
| 優勝   | 9.  | 2003年4月28日  | ワルシャワ           | クレー            | ビーナス・ウィリアムズ           | 6–7(6), 6–0, 3–0 途中棄権 |
| 準優勝 | 8.  | 2003年5月12日  | ローマ               | クレー            | キム・クライシュテルス           | 6–3, 6–7(3), 0–6          |
| 準優勝 | 9.  | 2003年9月29日  | モスクワ             | カーペット (室内) | アナスタシア・ミスキナ           | 2–6, 4–6                  |
| 優勝   | 10. | 2003年10月27日 | フィラデルフィア     | ハード (室内)     | アナスタシア・ミスキナ           | 5–7, 6–0, 6–2             |
| 準優勝 | 10. | 2003年11月3日  | ロサンゼルス         | ハード (室内)     | キム・クライシュテルス           | 2–6, 0–6                  |
| 準優勝 | 11. | 2004年1月12日  | シドニー             | ハード            | ジュスティーヌ・エナン＝アーデン | 4–6, 4–6                  |
| 準優勝 | 12. | 2004年4月5日   | アメリアアイランド   | クレー            | リンゼイ・ダベンポート           | 4–6, 4–6                  |
| 優勝   | 11. | 2004年5月3日   | ベルリン             | クレー            | ビーナス・ウィリアムズ           | 不戦勝                    |
| 優勝   | 12. | 2004年5月10日  | ローマ               | クレー            | ジェニファー・カプリアティ       | 3–6, 6–3, 7–6(6)          |
| 優勝   | 13. | 2004年8月2日   | モントリオール       | ハード            | エレーナ・リホフツェワ           | 6–1, 6–0                  |
| 準優勝 | 13. | 2004年8月16日  | アテネ五輪           | ハード            | ジュスティーヌ・エナン＝アーデン | 3–6, 3–6                  |
| 準優勝 | 14. | 2004年10月4日  | フィルダーシュタット | ハード            | リンゼイ・ダベンポート           | 2–6, 途中棄権             |
| 優勝   | 14. | 2004年10月18日 | リンツ               | ハード (室内)     | エレーナ・ボビナ                 | 6–2, 6–0                  |
| 優勝   | 15. | 2004年10月25日 | フィラデルフィア     | ハード (室内)     | ベラ・ズボナレワ                 | 3–6, 6–2, 6–2             |
| 準優勝 | 15. | 2005年2月7日   | パリ                 | カーペット (室内) | ディナラ・サフィナ               | 4–6, 6–2, 3–6             |
| 優勝   | 16. | 2005年2月14日  | アントワープ         | カーペット (室内) | ビーナス・ウィリアムズ           | 4–6, 7–5, 6–4             |
| 優勝   | 17. | 2005年5月9日   | ローマ               | クレー            | パティ・シュナイダー             | 2–6, 6–3, 6–4             |
| 準優勝 | 16. | 2005年8月22日  | ニューヘイブン       | ハード            | リンゼイ・ダベンポート           | 4–6, 4–6                  |
| 準優勝 | 17. | 2005年10月3日  | フィルダーシュタット | ハード            | リンゼイ・ダベンポート           | 2–6, 4–6                  |
| 優勝   | 18. | 2005年10月31日 | フィラデルフィア     | ハード (室内)     | エレーナ・デメンチェワ           | 7–5, 2–6, 7–5             |
| 優勝   | 19. | 2005年11月13日 | ロサンゼルス         | ハード (室内)     | マリー・ピエルス                 | 7–5, 6–7(3), 4–6          |
| 優勝   | 20. | 2006年1月28日  | 全豪オープン         | ハード            | ジュスティーヌ・エナン＝アーデン | 6–1, 2–0 途中棄権         |
| 優勝   | 21. | 2006年2月12日  | パリ                 | カーペット (室内) | マリー・ピエルス                 | 6–1, 7–6(2)               |
| 優勝   | 22. | 2006年2月19日  | アントワープ         | カーペット (室内) | キム・クライシュテルス           | 3–6, 6–3, 6–3             |
| 準優勝 | 18. | 2006年2月27日  | ドーハ               | ハード            | ナディア・ペトロワ               | 3–6, 5–7                  |
| 優勝   | 23. | 2006年7月8日   | ウィンブルドン       | 芝                | ジュスティーヌ・エナン＝アーデン | 2–6, 6–3, 6–4             |
| 準優勝 | 19. | 2006年9月18日  | 北京                 | ハード            | スベトラーナ・クズネツォワ       | 6–4, 6–0                  |
| 準優勝 | 20. | 2006年11月6日  | マドリード           | ハード (室内)     | ジュスティーヌ・エナン＝アーデン | 4–6, 3–6                  |
| 優勝   | 24. | 2007年2月18日  | アントワープ         | カーペット (室内) | キム・クライシュテルス           | 6–4, 7–6(4)               |
| 準優勝 | 21. | 2007年2月19日  | ドバイ               | ハード            | ジュスティーヌ・エナン           | 4–6, 5–7                  |
| 準優勝 | 22. | 2007年5月21日  | ストラスブール       | クレー            | アナベル・メディナ・ガリゲス     | 4–6, 6–4, 4–6             |
| 準優勝 | 23. | 2007年6月18日  | イーストボーン       | 芝                | ジュスティーヌ・エナン           | 5–7, 7–6(4), 6–7(2)       |
| 優勝   | 25. | 2009年2月15日  | パリ                 | ハード (室内)     | エレーナ・デメンチェワ           | 7–6(7), 2–6, 6–4          |

### ダブルス: 4回 (3勝1敗)
| 結果   | No. | 決勝日         | 大会           | サーフェス        | パートナー                 | 対戦相手                                  | スコア           |
| ------ | --- | -------------- | -------------- | ----------------- | -------------------------- | ----------------------------------------- | ---------------- |
| 優勝   | 1.  | 2000年10月22日 | リンツ         | カーペット (室内) | チャンダ・ルビン           | 杉山愛 ナタリー・トージア                 | 6–4, 6–4         |
| 準優勝 | 1.  | 2005年7月3日   | ウィンブルドン | 芝                | スベトラーナ・クズネツォワ | カーラ・ブラック リーゼル・フーバー       | 2–6, 1–6         |
| 優勝   | 2.  | 2006年6月16日  | イーストボーン | 芝                | スベトラーナ・クズネツォワ | リーゼル・フーバー マルチナ・ナブラチロワ | 6–2, 6–4         |
| 優勝   | 3.  | 2009年4月5日   | マイアミ       | ハード            | スベトラーナ・クズネツォワ | クベタ・ペシュケ リサ・レイモンド         | 4–6, 6–3, [10–3] |

## 4大大会優勝
- 全豪オープン 女子シングルス：1勝（2006年） ［同部門準優勝1度：1999年］
- ウィンブルドン 女子シングルス：1勝（2006年） ［女子ダブルス準優勝1度：2005年］

| 年     | 大会           | 対戦相手                         | 試合結果      | 備考                             |
| ------ | -------------- | -------------------------------- | ------------- | -------------------------------- |
| 2006年 | 全豪オープン   | ジュスティーヌ・エナン＝アーデン | 6-1, 2-0      | エナン＝アーデンの途中棄権       |
| 2006年 | ウィンブルドン | ジュスティーヌ・エナン＝アーデン | 2-6, 6-3, 6-4 | フランス人女子選手81年ぶりの優勝 |

## 4大大会シングルス成績
略語の説明
| W | F | SF | QF | #R | RR | Q# | LQ | A | Z# | PO | G | S | B | NMS | P | NH |

W=優勝, F=準優勝, SF=ベスト4, QF=ベスト8, #R=#回戦敗退, RR=ラウンドロビン敗退, Q#=予選#回戦敗退, LQ=予選敗退, A=大会不参加, Z#=デビスカップ/BJKカップ地域ゾーン, PO=デビスカップ/BJKカッププレーオフ, G=オリンピック金メダル, S=オリンピック銀メダル, B=オリンピック銅メダル, NMS=マスターズシリーズから降格, P=開催延期, NH=開催なし.
| 大会           | 1995 | 1996 | 1997 | 1998 | 1999 | 2000 | 2001 | 2002 | 2003 | 2004 | 2005 | 2006 | 2007 | 2008 | 2009 | 通算成績 |
| -------------- | ---- | ---- | ---- | ---- | ---- | ---- | ---- | ---- | ---- | ---- | ---- | ---- | ---- | ---- | ---- | -------- |
| 全豪オープン   | A    | LQ   | LQ   | 3R   | F    | 2R   | 4R   | QF   | A    | QF   | QF   | W    | 4R   | 3R   | 3R   | 38–9     |
| 全仏オープン   | 1R   | 2R   | 2R   | 1R   | 2R   | 4R   | 1R   | 4R   | QF   | QF   | 3R   | 4R   | 3R   | 2R   | 1R   | 25–15    |
| ウィンブルドン | A    | A    | LQ   | 2R   | A    | 1R   | 3R   | SF   | A    | SF   | SF   | W    | 4R   | 3R   | 4R   | 33–9     |
| 全米オープン   | A    | A    | A    | 3R   | 4R   | A    | QF   | SF   | QF   | QF   | QF   | SF   | A    | 4R   | 2R   | 35–10    |

※: 2004年全豪の不戦敗は通算成績に含まない